# Vendisk mytologi
Guderne i den vendiske mytologi blev tilbedt i middelalderen af venderne, der levede i det nordlige Tyskland lige syd for Danmark.
Bog betyder "gud" på vendisk (som på andre slaviske sprog), og flere af gudenavnene har derfor dette suffiks. Generelt gælder, at de vendiske guder havde mange hoveder, sandsynligvis fordi de var i stand til at kommunikere på flere planer.[kilde mangler].
Der havde været mission på de vendiske kyster før de første danske vendertog. Venderne troede, at Den hvide Gud boede i Himlen, men han sørgede kun for det Himmelske. De holdt derfor fast i deres egne guder. Hver stamme dyrkede deres egne guder, hvor de fornemste var kærlighedsgudinden Siva og Radigast. Fra de danske krigstog mod venderne er Saxos mundtlige overlevering bevaret, som giver et levende indblik i vendernes skikke og sæder og i deres gudeverden. 
Den danske konge Valdemar I (Knutssøn), der foruden forsvar af Danmark foretog mere end tyve vendertog, så det som sin opgave ikke blot at eliminere venderne som militær trussel, men også at omvende den vendiske befolkning på Rügen til kristendommen. Svantevit blev symbolsk omhuggen og alle afgudstempler veg pladsen for kristne kirker. Øen blev efter vendernes endelige nederlag lagt ind under biskop Absalon og Roskilde Bispestol.

## Rygboernes gudeverden
Saxo beretter, at rygboerne (befolkningen på øen Rügen) endnu i 1100-tallet havde deres egen Gud, Svantevit, der var afbildet med fire halse og fire hoveder, der i den ene hånd havde et fyldt overflødighedshorn, sindbilledet på velsignelse, og i den anden et sværd, ødelæggelsens sindbillede. 
I hovedstaden Arkona var det bekendte gudehus, hvor folk fra alle øens kanter hvert år samledes til store offerfester, som oftest om høsten. Ypperstepræsten, som var den mægtigste mand på Rygen, spåede på den dag ikke blot folkets skæbne, men også det kommende års frugtbarhed af det fyldte drikkehorn, guden havde i hånden, drak derpå Svantevits skål, og gav ham hornet fyldt tilbage.
Derpå blev der bragt en honningkage ind så stor som en mand. Præsten trådte hen bag kagen og spurgte folket, om det kunne se ham. Blev der svaret "jo", bad han om så stor velsignelse for det kommende år, at ingen kunne øjne ham bag kagen. Fra hele øen blev der bragt offergaver til guden, og tempelkisten var derfor fuld af guld og kostbarheder, berettes det fra krigertoget.
Foruden høstfesten var der også offerfester om Julen og ved vårens komme. Under festerne tømte mændene deres bægre som drikoffer til både de gode og de onde guders ære, og bragte blodige ofre af fangne kristne; Undertiden ofrede ypperstepræsten sig selv, når han var gammel og træt af livet, og hengav sig da altid med glæde og under sang.[kilde mangler]
Dødekulten var tæt forbundet med de vendiske begravelsesriter, der er beslægtet med indisk mytologi. Når en vender døde, var det skik, at enken lod sig opbrænde til ære for den afdøde, hvilken skik også kendes i indien som sati). Kvindens rolle som arnens vogter indebar også at tage varsler; i tilfælde, hvor husets frue var tvivlrådig, fandt hun udvej for sin tvivl ved at sætte sig i asken på skorstenen og skrev en del streger; traf det sig da, at disses antal var lige, blev det holdt for et godt tegn.
Venderne troede, at Svantevit hver nat red ud til strid på sin hvide hest, som præsterne da om morgenen foreviste fuld af sved. Denne hest blev adspurgt om alskens spørgsmål, fx forud for større ledingstog. Ypperstepræsten trak den da fuldt sadlet hen til nogle sværd, der var lagt korsvis i jorden; et godt tegn var det, når den først satte det højre ben frem, men kom det venstre først, da var det et ilde forvarsel, og efter et sådant tegn drog de ikke gerne i leding.
Mange af guderne havde krop eller hoved som en løve. B. S. Ingemann taler for det synspunkt, at det er den onde gud Tjernobogs symbol. Det udtrykker i den forstand dobbeltheden hos de vendiske guder.

## Guder
- Antrimp
- Bardevit
- Berstuc
- Bezla
- Bielbog
- Birzuli
- Bozaloshtsh
- Boze Sedleshko
- Cisara
- Dziewonna
- Flins
- Gardot
- Hirovit
- Holtczy
- Ipabog – en halvgud
- Jarovit
- Jilsbog
- Jurata
- Jutrbog
- Karevit
- Kudi
- Murava
- Percunust
- Podaga
- Porevit
- Pscipolnitsa
- Radigast
- Razivia
- Rugievit
- Schwayxtix
- Semargl
- Sieba
- Siebog
- Svantevit
- Tchart
- Tchibacz
- Tjernobog
- Triglav
- Urii
- Wodni mush
- Zilsbog
- Zirnitra
- Zuttibur

Venderne tilbad også guder hentet fra nordisk mytologi:
Balduri (Balder), Hela (Hel), Svazudes (Svåsud), Woda (Odin).